# Kutsu-Juku seiklusi
Kutsu-Juku seiklusi (deutsch Abenteuer des Hündchens Juku) ist der Titel des wahrscheinlich ersten estnischen Zeichentrickfilms. Die Premiere des Films fand am 17. April 1931 im Kino Modern in Tallinn statt (nach anderen Quellen am 30. April 1931).

## Handlung
Der kleine Hund Juku reitet auf einem Schwein, kämpft mit einem Frosch und einer Kuh und reist dann in die Hölle, wo er einem tanzenden Skelett und einem feuerspeienden Drachen begegnet. Die Zwischentitel zwischen den Episoden sind in estnischer Sprache.
Insgesamt ist der Film eine „schlappohrige Groteske mit unverkennbarem Mickey-Appeal.“ Einzelne Motive, insbesondere das tanzende Skelett, sind auch in einem der ersten Walt-Disney-Filme zu sehen (The Skeleton Dance, August 1929).

## Herstellung
Der estnische Filmpionier Voldemar Päts (1878–1958) schrieb das Drehbuch und führte Regie. Der Zeichentrickfilm war technisch noch sehr experimentell. Die Produktionsleitung lag in den Händen von Aleksander Teppor, Zeichner war Elmar Janimägi (1907–1937). Ursprünglich sollte der Film zum Weihnachtsfest 1930 in die Kinos kommen. Die Produktion verzögerte sich allerdings.
Für den Film wurden etwa 5.000 Zeichnungen im Produktionsstudio Eesti Joonisfilm („Estnischer Zeichenfilm“) von Aleksander Teppor in der Tallinner Innenstadt hergestellt. Die Länge des Films betrug etwa 180 Meter, von denen 1986 einhundert Meter in Tartu wiedergefunden wurden. Sie wurden 2001 mit Unterstützung der Estnischen Filmstiftung (Eesti Filmi Sihtasutus) restauriert. Die Länge der restaurierten Fassung beträgt vier Minuten, ca. zwei Minuten kürzer als die Originalfassung.
Die Musik zu dem schwarz-weiß Stummfilm wurde auf Schallplatten der Aktiengesellschaft Tormolen Co. Parlophon vertrieben, die wahrscheinlich in Berlin hergestellt worden waren. Sie sind nicht mehr erhalten.
Ein geplanter zweiter Film mit Abenteuern des Hündchens Juku wurde nicht fertiggestellt. Die Entwürfe haben sich nicht erhalten.

## Weblinks

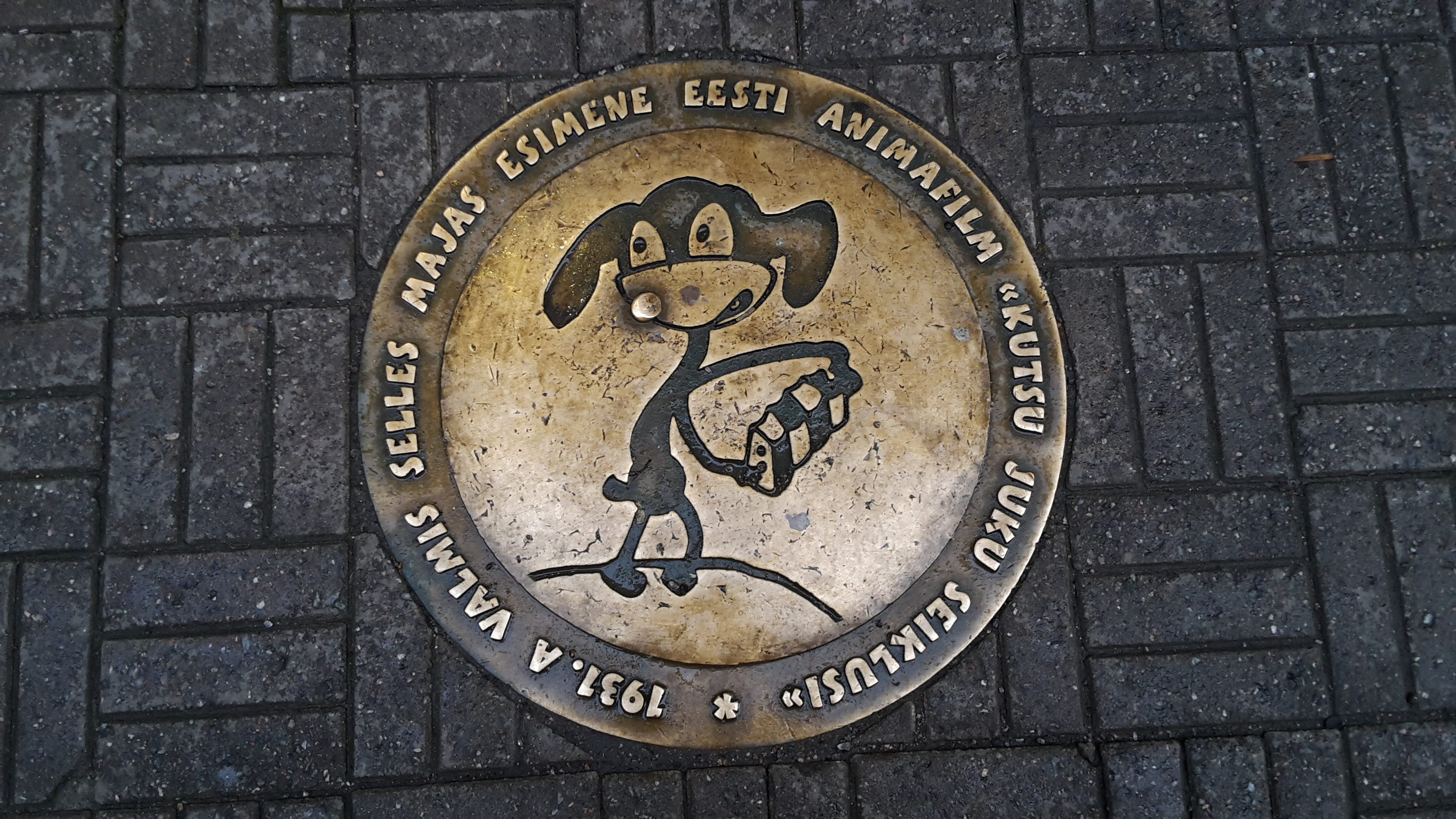
Gedenkplakette auf dem Pflaster in der Tallinner Altstadt vor dem Haus Suur-Karja 9. Die Inschrift lautet übersetzt „Im Jahr 1931 wurde in diesem Haus der erste estnische Trickfilm »Die Abenteuer des Hündchens Juku« hergestellt“